# Changing Our Minds: The Story of Dr. Evelyn Hooker
Pour plus de détails, voir Fiche technique et Distribution.
Changing Our Minds: The Story of Dr. Evelyn Hooker est un film américain réalisé par Richard Schmiechen, sorti en 1992.

## Synopsis
Le documentaire évoque la vie du Dr. Evelyn Hooker, psychologue qui a remis en cause la manière de voir l'homosexualité.

## Fiche technique
- Titre : Changing Our Minds: The Story of Dr. Evelyn Hooker
- Réalisation : Richard Schmiechen
- Scénario : James Harrison
- Montage : Nancy Frazen
- Narrateur : Patrick Stewart
- Production : David Haugland
- Société de production : Intrepid Productions
- Pays :  États-Unis
- Genre : Documentaire
- Durée : 77 minutes
- Dates de sortie : 
  -  États-Unis : octobre 1992 (Festival international du film de Chicago)

## Distinctions
Le film a été nommé à l'Oscar du meilleur film documentaire.